# خوان مارتين هرنانديز
خوان مارتين هرنانديز (بالإسبانية: Juan Martín Hernández) هو لاعب اتحاد الرغبي أرجنتيني، ولد في 7 أغسطس 1982 في بوينس آيرس في الأرجنتين.

## وصلات خارجية
- خوان مارتين هرنانديز عل موقع إسبنسكروم (الإنجليزية)
- خوان مارتين هرنانديز على موقع ItsRugby.co.uk (الإنجليزية)